# Villadangos del Páramo (kommun)
Villadangos del Páramo är en kommun i Spanien.   Den ligger i provinsen Provincia de León och regionen Kastilien och Leon, i den nordvästra delen av landet, 290 km nordväst om huvudstaden Madrid. Antalet invånare är 1 111.